# Emerald Isle
Emerald Isle − niewielka wyspa leżąca w Archipelagu Arktycznym w grupie wysp Królowej Elżbiety i Parry’ego.
- powierzchnia wyspy – 549 km²[1]
- długość linii brzegowej – 117 km[1]

Wyspa swoją nazwę (nadaną przez jej odkrywcę, Leopolda McClintocka) zawdzięcza relatywnie bogatej i nietypowej szacie roślinnej, odróżniającej ją od sąsiednich wysp.